# Corticaria khnzoriani
Corticaria khnzoriani is een keversoort uit de familie schimmelkevers (Latridiidae). De wetenschappelijke naam van de soort werd in 1989 gepubliceerd door Johnson.